# Georg Jahoda
Georg Jahoda (* 28. November 1863 in Wien; † 24. November 1926 ebenda) war ein österreichischer Druckereibesitzer und Verleger. Er verlegte als Miteigentümer der Druckerei Jahoda & Siegel ab 1901 bis zu seinem Tod für Karl Kraus die Zeitschrift Die Fackel.
Der Sohn eines kleinen aus Böhmen zugewanderten Druckereibesitzers teilte den fanatischen Enthusiasmus von Karl Kraus für das Wort und so gelang es ihm, die Kraussche Anforderung, die Fackel von Druckfehlern frei zu halten, weitestgehend zu erfüllen. Kraus nannte ihn den „Mitschöpfer“ seines Werks. Anlässlich von Georg Jahodas Tod publizierte Kraus ein Gedicht zu seinem Andenken. Den Verlag führte Georg Jahodas Sohn Martin bis nach dem Tod von Karl Kraus weiter, 1938 wurde der Verlag „arisiert“.
Georg Jahoda spielte, als Lieblingsbruder von Carl Jahoda, dem Vater der Sozialforscherin Marie Jahoda eine bedeutende Rolle in deren Familie.